# ایل خانلار
ایل خانلار نام روستایی در دهستان اجارود شرقی، بخش موران در شهرستان گرمی در استان اردبیل است که طبق سرشماری نفوس و مسکن مرکز آمار ایران ۳۰ نفر جمعیت دارد.